# Cololejeunea magnistyla
Cololejeunea magnistyla là một loài Rêu trong họ Lejeuneaceae. Loài này được (Horik.) Mizut. mô tả khoa học đầu tiên năm 1961.